# ALSEP
Księżycowy Zestaw Programu Apollo do Badań Naukowych ang. Apollo Lunar Surface Experiments Package (ALSEP) – pakiet instrumentów naukowych umieszczanych przez astronautów w każdym z pięciu miejsc lądowań na powierzchni Księżyca po misji Apollo 11, czyli ALSEP dotyczy misji Apollo 12, Apollo 13, Apollo 14, Apollo 15, Apollo 16, Apollo 17. Apollo 13 nie wylądował na powierzchni Księżyca, a Apollo 11 pozostawił mniejszy zestaw nazwany Pierwotny Naukowy Zestaw Apollo ang. Early Apollo Scientific Experiments Package (EASEP).

## Historia, podłoże i przyczyny utworzenia programu ALSEP
Decyzje w sprawie wyposażenia i rodzaju eksperymentów, które zawiera w sobie ALSEP zapadły w lutym 1966. Inicjatorami eksperymentów, instytucjami odpowiedzialnymi i badaczami naukowymi byli:
- księżycowy eksperyment sejsmiczny: Instytut Techniczny Massachusetts, Frank Press; Uniwersytet Columbia, George Sutton
- magnetometr trójpłaszczyznowy: Centrum Badawcze imienia Josepha Amesa, C.P. Sonett; Centrum Lotów Kosmicznych imienia George’a C. Marshalla, Jerry Modisette
- badanie wiatru słonecznego: Laboratorium Napędu Odrzutowego, C.W. Snyder and M.M. Neugebauer
- wykrywanie jonów: Uniwersytet Rice’a, J.W. Freeman, Jr.; Centrum Lotów Kosmicznych imienia George’a C. Marshalla, Curt Michel
- badanie przewodności cieplnej globu księżycowego: Uniwersytet Columbia, M. Langseth; Uniwersytet Yale, S. Clark
- badanie niskich energii wiatru słonecznego: Uniwersytet Rice’a, B.J. O’Brien
- aktywny księżycowy eksperyment sejsmiczny: Uniwersytet Stanforda, R.L. Kovach; United States Geological Survey, J.S. Watkins.

ALSEP był budowany i testowany przez Bendix Aerospace w Ann Arbor w stanie Michigan. Instrumenty naukowe były tak zaprojektowane, aby uruchomiły się automatycznie po umieszczeniu ich na powierzchni Księżyca i były przystosowane do długotrwałej pracy w tamtym środowisku. Były one rozlokowane dookoła Centralnej Stacji, dane zebrane z instrumentów naukowych były przekształcane na sygnały telemetryczne i przekazywane na Ziemię.

## Elementy wspólne
Wszystkie stacje ALSEP miały elementy wspólne i do nich należały:
| Nazwa                                                                                      | Plan | Zdjęcie | Opis |
| Stacja Centralna                                                                           |      |         | Zdjęcie to pokazuje Stację Centralną misji Apollo 16. Stacja Centralna była centrum dowodzenia stacji ALSEP. Odbierała ona komendy z Ziemi, transmitowała dane, i dystrybuowała moc elektryczną do każdego eksperymentu. Komunikacja z Ziemią odbywała się poprzez zmodyfikowaną osiowo śrubową antenę zamontowaną na górze Stacji Centralnej i skierowaną przez astronautów w kierunku Ziemi. Wymiary anteny: 58 cm długości, 3,8 cm średnicy. Nadajniki, odbiorniki, edytory danych były rozmieszczone w Stacji Centralnej. Stacja Centralna miała masę 25 kg, a jej objętość wynosiła 34 800 cm³. W dodatku, w misjach Apollo od 12 do 15 na Stacji Centralnej był zamontowany Detektor Pyłu Księżycowego. |
| Radioizotopowy generator termoelektryczny ang. Radioisotope Thermoelectric Generator (RTG) |      |         | Zdjęcie przedstawia RTG z misji Apollo 14 ze Stacją Centralną w tle. RTG był źródłem prądu elektrycznego dla ALSEP. Generator wykorzystywał ciepło z rozpadu radioaktywnego plutonu-238. Ciepło to przekazywane było do termoelementów, które przekształcały je na energię elektryczną o mocy około 70 watów. |
| Pojemnik Transportowy Paliwa do RTG                                                        |      |         | Był to grafitowy pojemnik bezpieczeństwa dla radioaktywnego paliwa w drodze z Ziemi na powierzchnię Księżyca i służył do ochrony obiektów na Ziemi przed skażeniem promieniotwórczym w wypadku eksplozji statku kosmicznego Apollo w czasie startu, lub w przypadku następstw awaryjnego przerwania misji. Pojemnik z paliwem do RTG miał także przetrwać spalenie modułu księżycowego podczas ewentualnego katastrofalnego wejścia w atmosferę (co się wydarzyło w misji Apollo 13). Radioaktywne paliwo pozostawało w swoim pojemniku, we wnęce członu zniżania, aż do osiągnięcia powierzchni Księżyca. Dopiero tam astronauci podczas EVA wyjmowali pluton-238 z pojemnika transportowego i umieszczali go w generatorze RTG. Zdjęcie obok przedstawia Edgara Mitchella trenującego wyjmowanie pręta plutonu-238 z pojemnika transportowego przed włożeniem go do generatora radioizotopowego. |

## Rozwijanie zestawu ALSEP
Naukowy zestaw ALSEP był umieszczony we wnęce członu zniżania modułu księżycowego w dwóch częściach. Zasadniczymi elementami ukompletowania była Centralna Stacja oraz elementy RTG. We wnęce były również umieszczane elementy eksperymentów niestandardowych. W misjach Apollo 12, 13 i 14, wnęka zawierała Księżycowe Manualne Narzędzie Przenośnikowe ang. Lunar Hand Tool Carrier (HTC). Dokładne wyposażenie ALSEP było różne w różnych misjach. Poniższe zdjęcia przedstawiają typowe procedury rozwijania ALSEP, a pochodzą z misji Apollo 12.
| Zdjęcia | Opis |
|         | Charles „Pete” Conrad przy pomocy systemu linek i bloczków otwiera dostęp do wnęki członu zniżania modułu księżycowego z wyposażeniem ALSEP. |
|         | Alan Bean zdejmuje z wnęki drugą część zestawu. Wykonał to używając wysięgnika z zestawem bloczka i linki do opuszczania ciężkich elementów na powierzchnię Księżyca. Do czasu misji Apollo 17, astronauci narzekali, że system wysięgnika i bloczka linowego komplikuje całą operację. W końcu, podczas przygotowań do misji 17 system usunięto. W misji Apollo 11, Buzz Aldrin z braku czasu systemu nie użył. |
|         | Bean zmienia położenie pojemnika z radioizotopowym prętem paliwowym do założonej pozycji, w której będzie możliwe wyjęcie z pojemnika plutonu-238 będącego paliwem RTG. |
|         | Bean rozpoczyna usuwanie kopuły z pojemnika z prętem paliwowym. Używa do tego specjalistycznego narzędzia zwanego Ściągaczem Kopuły ang. Dome Removal Tool (DRT). Należy zauważyć, że astronauta uprzednio przygotował RTG do załadowania paliwa poprzez rozwinięcie HTC. |
|         | Bean wyrzuca kopułę pojemnika pręta paliwowego z przyłączonym do niej ciągle ściągaczem DRT. Nikt nigdy więcej ściągacza nie użył. |
|         | Bean usiłuje wyjąć element paliwowy z pojemnika transportowego używając Narzędzia do Przenoszenia Paliwa ang. Fuel Transfer Tool (FTT). Zwróć uwagę na jedno z Uniwersalnych Ręcznych Narzędzi ang. Universal Hand Tools (UHT) podłączonego do palety z RTG. W misji Apollo 12 element paliwowy przywarł do ścianek pojemnika z powodu rozszerzalności cieplnej (Bean czuł ciepło przez swój skafander). Conrad uderzał młotkiem w bok pojemnika tak, aby Bean mógł wyjąć swobodnie element paliwowy. Następnie element paliwowy włożył do RTG i odrzucił FTT. |
|         | Bean przymocowuje paletę z RTG do sztangi, aby przenieść ALSEP do miejsca rozwinięcia. Sztanga była użyta później jako maszt anteny Stacji Centralnej. |
|         | Conrad zrobił to zdjęcie podczas przenoszenia elementów ALSEP na miejsce rozwinięcia. Jego cień wskazuje, że niesie on paletę z jednym z dwu UHT. |
|         | Bean przenosi ALSEP do miejsca rozwinięcia. |
|         | Conrad trzyma sztangę w lewej ręce a prawą zwalnia przegub anteny przy pomocy UHT. |
|         | Zdęcie przedstawia Jima Lowella trenującego do misji Apollo 13. Aktualnie rozwija makietę Stacji Centralnej. Była ona złożona sprężynowo. Po zwolnieniu sworzni Boyda, górna część Stacji rozwijała się sprężynowo. |

## Lista eksperymentów
| Nazwa eksperymentu | Schemat | opis |
| Aktywny Eksperyment Sejsmiczny ang. Active Seismic Experiment (ASE)                                                       |         | Księżycowy eksperyment sejsmiczny zakładał zbadanie wewnętrznej struktury Księżyca do głębokości kilku kilometrów. ASE składał się z trzech głównych składników, z geofonów, z moździerza i urządzenia sterującego aktywnym eksperymentem sejsmicznym nazwanego Thumper. Zestaw trzech lub czterech geofonów był różnie rozlokowany, zależnie od misji, ich zadaniem było wykrycie serii eksplozji. Pakiet moździerzowy był zaprojektowany do wytworzenia eksplozji w różnych odległościach od ALSEP. Ostatecznie astronauta aktywując urządzenie nazywane Thumper powodował jedną pośród 22 detonacji imitujących mały wstrząs. Schemat ukazuje urządzenie Thumper. |
| Cząstki Naładowane w Środowisku Księżycowym (CPLEE)                                                                       |         | Zadaniem CPLEE był pomiar strumienia cząstek naładowanych takich jak elektrony i jony w środowisku księżycowym. |
| Eksperyment Pomiaru Emisji Zimnej Katody ang. Cold Cathode Gauge Experiment (CCGE)                                        |         | CCGE była merytorycznie wersją Pomiaru Emisji Jonów przez Zimną Katodę ang. Cold Cathode Ion Gauge (CCIG). |
| Pomiar Emisji Jonów przez Zimną Katodę ang. Cold Cathode Ion Gauge (CCIG)                                                 |         | Przeznaczeniem eksperymentu był pomiar ciśnienia księżycowej atmosfery. Początkowo zakładano, że eksperyment będzie częścią eksperymentu SIDE, lecz silne pole magnetyczne eksperymentu SIDE powodowałoby zakłócenia w postaci szkodliwych interferencji. |
| Eksperyment Przepływu Ciepła ang. Heat Flow Experiment (HFE)                                                              |         | Przeznaczeniem eksperymentu HFE był pomiar upływu ciepła z wnętrza Księżyca, w celu stwierdzenia czy Księżyc jest źródłem ciepła. Pomiary te, mogłyby pomóc oszacować zasobność wnętrza Księżyca w pierwiastki radioizotopowe. Innym zagadnieniem leżącym u podstaw eksperymentu była chęć zrozumienia termicznej ewolucji Księżyca. HFE składało się z bloku z elektroniką i dwóch sond. Każda sonda była umieszczona w otworze wywierconym przez astronautę w gruncie Księżycowym na głębokość 2,5 metra. |
| Reflektor Odbijający Dalmierza Laserowego ang. Laser Ranging Retroreflector (LRRR)                                        |         | Poprzez oświetlenie z Ziemi promieniem lasera jednego z reflektorów odbijających na powierzchni Księżyca, odległość do Księżyca została w końcu dokładnie określona. Informacje z tego wynikające mogły być użyte do studiowania okresowych wahań odległości Księżyca od Ziemi. Reflektory odbijające promienie lasera są jedynymi elementami programu ALSEP używanymi do dzisiaj. Diagram przedstawia reflektory odbijające zastosowane w misji Apollo 14 i Apollo 11 – rysunek górny i większą wersję z misji Apollo 15 – rysunek dolny. |
| Analiza Składu Księżycowej Atmosfery ang. Lunar Atmosphere Composition Experiment (LACE)                                  |         | LACE był przeznaczony do zbadania składu księżycowej atmosfery. |
| Wykrywanie Cząstek Wyrzucanych z Księżyca Skutkiem Uderzeń Meteoroidów ang. Lunar Ejecta and Meteorites Experiment (LEAM) |         | LEAM był przeznaczony do wykrywania cząstek wyrzucanych z powierzchni Księżyca na skutek uderzeń meteoroidów. Eksperyment LEAM był przeznaczony także do wykrywania samych meteoroidów. |
| Księżycowy Profilowy Eksperyment Sejsmiczny ang. Lunar Seismic Profiling Experiment (LSPE)                                |         | Eksperyment LSPE był podobnym eksperymentem do ASE z wykluczeniem dużych głębokości sięgających kilku kilometrów. Składał się on z trzech głównych elementów: 1. zestawu czterech geofonów leżących na jednej linii, różnie oddalonych od stacji centralnej 2. anteny LSPE używanej do wysyłania sygnałów do ładunków wybuchowych 3. ośmiu ładunków wybuchowych o różnych wagach Ładunki wybuchowe były rozlokowywane na pozycjach podczas realizacji EVA przy użyciu pojazdu księżycowego. |
| Księżycowy Grawimetr Powierzchniowy ang. Lunar Surface Gravimeter (LSG)                                                   |         | LSG był przeznaczony do wykonywania bardzo dokładnych pomiarów grawitacji Księżyca i jej zmian w czasie. Oczekiwano, że uzyskane dane będą mogły być użyte do udowodnienia istnienia fal grawitacyjnych. |
| Księżycowy Magnetometr Powierzchniowy ang. Lunar Surface Magnetometer (LSM)                                               |         | Eksperyment LSM był przeznaczony do pomiaru parametrów księżycowego pola magnetycznego. Uzyskane dane mogły być użyte do określenia elektrycznych właściwości księżycowego gruntu i do studiowania wzajemnego oddziaływania słonecznej plazmy z księżycową powierzchnią. |
| Eksperyment Sejsmiki Pasywnej ang. Passive Seismic Experiment (PSE)                                                       |         | PSE było zaprojektowane do wykrywania trzęsień księżycowego gruntu, zarówno naturalnych, jak i sztucznych, w celu poznania jego struktury. |
| Zestaw Eksperymentu Sejsmiki Pasywnej ang. Passive Seismic Experiment Package (PSEP)                                      |         | Eksperyment podobny do PSE, posiadał jednak własny zestaw serwisowy, tzn. własne źródło prądu, czyli baterie słoneczne, elektronikę, wyposażenie telekomunikacyjne. Dodatkowo PSEP był wyposażony w detektor pyłu kosmicznego. |
| Spektometr w Eksperymencie z Wiatrem Słonecznym ang. Solar Wind Spectrometer Experiment (SWS)                             |         | SWS był przeznaczony do studiowania właściwości wiatru słonecznego i jego wpływu na środowisko Księżyca. |
| Eksperyment z Detektorem Jonów Dodatnich ang. Suprathermal Ion Detector Experiment (SIDE)                                 |         | SIDE był przeznaczony do pomiaru właściwości jonów dodatnich w środowisku księżycowym, w celu wypracowania danych na temat wzajemnych zależności wiatru słonecznego i Księżyca, i określenia elektrycznego potencjału powierzchni księżycowej. |

## Radioizotopowy Generator termoelektryczny
Radioisotope thermoelectric generator (RTG) Radioizotopowy generator termoelektryczny jest generatorem prądu elektrycznego, który uzyskuje energię z rozpadu promieniotwórczego. W urządzeniu takim ciepło wytworzone poprzez rozpad radioaktywnego materiału jest przetwarzane na energię elektryczną w procesie Zjawiska Seebecka, poprzez użycie termoelementów połączonych szeregowo.